# Polycarpa beuziti
Polycarpa beuziti is een zakpijpensoort uit de familie van de Styelidae. De wetenschappelijke naam van de soort werd in 1970 voor het eerst geldig gepubliceerd door Claude Monniot.